# Place Maïakovski (Dzerjinsk)
 (juillet 2023).
Pour les articles homonymes, voir Place Maïakovski.
La place Maïakovski (Пло́щадь Маяковского) est une place de la ville de Dzerjinsk (Russie). Elle se trouve dans le deuxième anneau de la ville. Elle doit son nom au poète Vladimir Maïakovski.

## Histoire
Cette place se trouve dans le deuxième anneau de la ville de Dzerjinsk de l'oblast de Nijni Novgorod. Elle a été dessinée à la fin des années 1950. Un petit square est aménagé au milieu de la place au nord duquel se dresse la statue de Maïakovski. Tous les trolleybus de la ville la traversent.

## Édifices
- La polyclinique a été construite avant la guerre; c'est la plus ancienne de la ville[2].
- Statue de Maïakovski, élevée en 1965 dans la partie nord du square selon un projet de l'architecte Vadim Voronkov et du sculpteur A.S. Anissimov[3].

## liens externes
- (ru) Волков, Александр. Загадки одной площади // Дзержинец. – 2006. – 28 октября. – С. 2. – (Наш город).
- (ru) Терехов, Борис Михайлович. Площадь Маяковского // Дзержинец. – 1986. – 21 декабря. – С. 4.
- (ru) Мовшевич, Анатолий Юрьевич. Площадь Маяковского // Дзержинские ведомости. – 2010. – 26 марта (№ 11). – С. 16. – (Дзержинску – 80 лет).